# Olle Hedberg
Pour les articles homonymes, voir Hedberg.
Olle Hedberg est un écrivain suédois né le 31 mai 1899 à Norrköping et mort le 20 septembre 1974 . 
Il est membre de l'Académie suédoise en 1957.
Il se suicide en 1974.

## Biographie
Olle Hedberg est devenu orphelin de père à l'âge de trois ans et a grandi avec sa mère et son frère à Södertälje et Stockholm. Très tôt, il était sûr qu'il deviendrait écrivain. Au début des années 1920, il a étudié l'histoire littéraire et l'histoire religieuse à l'université de Stockholm pendant quelques années, mais n'a pas obtenu de diplôme. En 1923, il a épousé la femme de lettres et auteur Ruth Hedberg, appelée Chloë, née Collin. Le couple a quitté Stockholm et s'est installé à Verveln, dans le sud de l'Östergötland. Leur seul enfant, leur fille Birgitta, qui épousera plus tard Svante Milles, est née en 1929. Olle Hedberg a gardé la maison de Verveln jusqu'à sa mort, mais a également vécu de longues périodes ailleurs. Après la mort de sa femme en 1959, il passe une grande partie de son temps à l'étranger.
La fille de Hedberg, Birgitta, a souffert d'une hémorragie cérébrale et est morte subitement en 1974. Quelques semaines plus tard, Hedberg s'est suicidé. Cependant, cette mort peut difficilement être accidentelle, car des réflexions sur le suicide apparaissent dans plusieurs de ses romans. C'est l'un des thèmes abordés par Vilgot Sjöman dans son livre sur Hedberg,  Drömtydaren (1992). Le livre de Sjöman dispose de peu de sources car Hedberg, qui tout au long de sa vie d'écrivain a été très restrictif quant à la communication d'informations sur sa vie privée, a brûlé chez lui, dans les semaines précédant sa mort, toutes les lettres, photographies, œuvres de jeunesse et manuscrits originaux auxquels il avait accès.
Les Hedberg sont enterrés au cimetière de Tidersrum.